# David Powell (Tischtennisspieler)
David Powell (* 8. April 1991 in Box Hill (Victoria)) ist ein australischer Tischtennisspieler. Er nahm 2016 an den Olympischen Spielen teil.

## Werdegang
Er gewann unter anderem fünfmal die Australian Open. International war er jedoch wenig aktiv.
Er konnte sich aber für die Olympischen Spiele 2016 in Rio de Janeiro qualifizieren, wo er sich jedoch im Einzel und mit der Mannschaft in der ersten Runde geschlagen geben musste.
Powell ist mehrfacher nationaler Meister.

## Titel und Erfolge im Überblick
Nennung von den wichtigsten Titeln:
- Silber bei den Dandenong Open 2014 im Einzel
- Silber beim Oceania Cup 2013 im Einzel
- Gold bei den Geelong Open 2013 im Einzel
- Gold bei den Oceania Open 2012 im Doppel
- Silber bei den Croydon Open 2013 im Einzel
- Gold bei den Warrnambool Open 2012 mit der Mannschaft

## Privat
David Powell ist Lehrer.

## Equipment
Nennung der Ausrüstung Powells:
| Holz          | Vorhand    | Rückhand   |
| ------------- | ---------- | ---------- |
| Timo Boll ALC | Tenergy 05 | Tenergy 05 |